# Dysstroma colvillei
Dysstroma colvillei är en fjärilsart som beskrevs av Frederick Frost Blackman 1926. Dysstroma colvillei ingår i släktet Dysstroma och familjen mätare. Inga underarter finns listade i Catalogue of Life.